# Primera temporada de La Voz
La primera temporada de La Voz se estrenó el 13 de enero de 2019 en Telemundo. Los entrenadores de esta temporada fueron Luis Fonsi, Carlos Vives, Alejandra Guzmán y Wisin. La temporada fue conducida por Jorge Bernal, Jacqueline Bracamontes y Jéssica Cediel en el backstage.
El domingo 21 de abril de 2019, Jeidimar Rijos fue anunciada como la ganadora de la primera temporada de La Voz US, junto a su entrenador, Luis Fonsi. Ganó el premio de $100,000 USD y un contrato con Universal Music Group.

## Coaches
| Nombre           | Edad    | Descripción            | Estilo musical                 | Temporadas |
| ---------------- | ------- | ---------------------- | ------------------------------ | ---------- |
| Carlos Vives     | 63 años | Estrella Internacional | Vallenato, Cumbia, Pop         | 1          |
| Luis Fonsi       | 40 años | Estrella internacional | Pop latino                     | 1          |
| Alejandra Guzmán | 57 años | Artista Internacional  | Pop, Pop-Rock, Rock en español | 1          |
| Wisin            | 46 años | Estrella Urbana        | Reguetón, Trap, Urbano         | 1          |

## Asesores/Co-Coaches
| Nombre          | Edad    | Descripción           | Estilo musical                       | Temporadas | Equipo |
| --------------- | ------- | --------------------- | ------------------------------------ | ---------- | ------ |
| Carlos Rivera   | 39 años | Artista Internacional | Pop latino, Baladas románticas       | 1          | Vives  |
| Christian Nodal | 20 años | Artista Internacional | Ranchera, Banda, Mariachi, Latin pop | 1          | Fonsi  |
| Becky G         | 28 años | Artista Internacional | Reguetón, Pop.                       | 1          | Guzmán |
| Prince Royce    | 36 años | Estrella Urbana       | Bachata, Pop latino, Trap, Reguetón  | 1          | Wisin  |

## Equipos
Referencias
| - "La voz... USA, 2019" / Ganador - Segundo lugar - Tercer lugar - Cuarto lugar | - Eliminado en la final - Eliminado en los Shows en Vivo - Robado en Las Batallas - Eliminado en Las Batallas |

|               |    | Equipo Wisin      | Equipo Guzmán      | Equipo Fonsi       | Equipo Vives     |
| ------------- | -- | ----------------- | ------------------ | ------------------ | ---------------- |
| Participantes | 1  | Mayré Martínez    | Dunia Ojeda        | Jeidimar Rijos     | Mava González    |
| Participantes | 2  | Yashira Rodríguez | Kari Santoyo       | Katherine Lopez    | Sheniel Maisonet |
| Participantes | 3  | Frances Dueñas    | Genesis Diaz       | Abdiel Pacheco     | Lluvia Vega      |
| Participantes | 4' | Ronny Mercedes    | Ruben Sandoval     | Jerry Montañez     | Abel Flores      |
| Participantes | 5  | Johnny Bliss      | Adrianna Foster    | Francisco Gónzalez | Manny Cabo       |
| Participantes | 6  | Brisila Barros    | Elvin Ramos        | Elahim David       | Yireh Pizarro    |
| Participantes | 7  | Stephanie Amaro   | Verónica Rodríguez | Raymundo Monge Jr. | Ana Senko        |
| Participantes | 8  | Yalilenys Pérez   | Deanette Rivas     | Ediberto Camenatty | Paola Lebrón     |
| Participantes | 9  | Elahim David      | Francisco Gónzalez | Deanette Rivas     | Ruben Sandoval   |
| Participantes | 10 | Marco Uribe       | Sheniel Maisonet   | Yashira Rodríguez  | Juan Jay Rico    |
| Participantes | 11 | Lia La Vecchia    | Abel Flores        | Mayré Martínez     | Kemily Corrales  |
| Participantes | 12 | Alpha Sarai       | Jonathan Martinez  | Mari Burelle       | Pabol Arami      |
| Participantes | 13 | Maria Karla Urra  | Lizz King          | Neenah Cintron     | Ricardo Malfatti |
| Participantes | 14 | Omar Carrasco     | Ivonne Acero       | Orlando Iturriaga  | Juan Quiñones    |

## Audiciones a ciegas
En las Audiciones a ciegas, los cuatro entrenadores debían formar sus propios equipos, cada uno de los cuales estaría formado por 12 concursantes. Cada entrenador tenía un bloque para evitar que uno de los otros entrenadores consiguiera un competidor.
Las audiciones a ciegas comenzaron a transmitirse el 13 de enero y culminaron el 17 de febrero de 2019, luego de seis emisiones.

### Gala 1 (13 de enero)
| # | Participante    | Edad | Procedencia               | Canción              | Resultado | Resultado | Resultado | Resultado |
| # | Participante    | Edad | Procedencia               | Canción              | Wisin     | Guzmán    | Fonsi     | Vives     |
| - | --------------- | ---- | ------------------------- | -------------------- | --------- | --------- | --------- | --------- |
| 1 | Mayré Martínez  | 40   | Redondo Beach, California | "Mi Gente"           | Sí        | Sí        | Sí        | Sí        |
| 2 | Ruben Sandoval  | 21   | Baldwin Park, California  | "Renunciacion"       | Sí        | Sí        | Sí        | Sí        |
| 3 | Genesis Diaz    | 20   | Miami, Florida            | "It's a Man's World" | Sí        | Sí        | —         | Sí        |
| 4 | Emi Antoino     | 35   | Bergenfield, New Jersey   | "Vuelve"             | —         | —         | —         | —         |
| 5 | Katherine Lopez | 18   | Miami, Florida            | "Rise Up"            | Sí        | Sí        | Sí        | Sí        |
| 6 | Yireh Pizarro   | 23   | Vega Baja, Puerto Rico    | "Tan Fácil"          | Sí        | —         | —         | Sí        |
| 7 | Jexi            | 18   | Perris, California        | "Tu Falta De Querer" | —         | —         | —         | —         |
| 8 | Yalilenys Pérez | 18   | Miami, Florida            | "God Is a Woman"     | Sí        | Sí        | ✘         | Sí        |
| 9 | Jerry Montañez  | 42   | West Palm Beach, Florida  | "Te Conozco Bien"    | Sí        | Sí        | Sí        | Sí        |

### Gala 2 (20 de enero)
| #  | Participante       | Edad | Procedencia                | Canción             | Resultado | Resultado | Resultado | Resultado |
| #  | Participante       | Edad | Procedencia                | Canción             | Wisin     | Guzmán    | Fonsi     | Vives     |
| -- | ------------------ | ---- | -------------------------- | ------------------- | --------- | --------- | --------- | --------- |
| 1  | Ronny Mercedes     | 32   | The Bronx, New York        | "Lágrimas"          | Sí        | —         | Sí        | Sí        |
| 2  | Adrián Torres      | 18   | Dallas, Texas              | "Recuérdame"        | —         | —         | —         | —         |
| 3  | Alpha Sarai        | 22   | Toa Baja, Puerto Rico      | "Quisiera Alejarme" | Sí        | —         | —         | Sí        |
| 4  | Francisco Gónzalez | 24   | Las Vegas, Nevada          | "Somos novios"      | —         | Sí        | —         | —         |
| 5  | Rassel Marcano     | 30   | Orlando, Florida           | "Mayores"           | —         | —         | —         | —         |
| 6  | Raymundo Monge Jr. | 31   | South El Monte, California | "Let it Go"         | Sí        | Sí        | Sí        | Sí        |
| 7  | Jay Rico           | 23   | Philadelphia, Pennsylvania | "Sigo Extranandote" | —         | —         | —         | Sí        |
| 8  | Jose Rico          | N/A  | N/A                        | "Solamenta Tú"      | —         | —         | —         | —         |
| 9  | Lluvia Vega        | 30   | Dallas, Texas              | "Volver, Volver"    | Sí        | Sí        | —         | Sí        |
| 10 | Jeidimar Rijos     | 18   | Dorado, Puerto Rico        | "This Is Me"        | Sí        | Sí        | Sí        | Sí        |
| 11 | Lizz King          | 38   | Santurce, Puerto Rico      | "Soy Peor"          | Sí        | Sí        | —         | Sí        |

### Gala 3 (27 de enero)
| #  | Participante      | Edad | Procedencia             | Canción                 | Resultado | Resultado | Resultado | Resultado |
| #  | Participante      | Edad | Procedencia             | Canción                 | Wisin     | Guzmán    | Fonsi     | Vives     |
| -- | ----------------- | ---- | ----------------------- | ----------------------- | --------- | --------- | --------- | --------- |
| 1  | Kari Santoyo      | 23   | Chicago, Illinois       | "Coraźon Partío"        | Sí        | Sí        | Sí        | Sí        |
| 2  | Orlando Iturriaga | 30   | Hicksville, New York    | "Chan, Chan"            | —         | Sí        | Sí        | —         |
| 3  | Marco Uribe       | 23   | San Antonio, Texas      | "Sugar"                 | Sí        | Sí        | Sí        | Sí        |
| 4  | Edixio Mora       | 24   | Richmond, Virginia      | "Imagíname Sin Ti"      | —         | —         | —         | —         |
| 5  | Ana Senko         | 21   | San Antonio, Texas      | "Back to You"           | Sí        | —         | —         | Sí        |
| 6  | Paola Lebrón      | 20   | Carolina, Puerto Rico   | "Duele el Corazón"      | Sí        | Sí        | Sí        | Sí        |
| 7  | Elahim David      | 28   | Miami, Florida          | "Me niego"              | Sí        | —         | —         | Sí        |
| 8  | Abel Flores       | 27   | Los Angeles, California | "Ain't No Sunshine"     | —         | Sí        | —         | Sí        |
| 9  | Joe Mun           | 29   | Los Angeles, California | "Si no te hubieras ido" | —         | —         | —         | —         |
| 10 | Neenah Cintron    | 19   | Weston, Florida         | "Chandelier"            | Sí        | ✘         | Sí        | Sí        |

### Gala 4 (3 de febrero)
| #  | Participante        | Edad | Procedencia             | Canción                   | Resultado | Resultado | Resultado | Resultado |
| #  | Participante        | Edad | Procedencia             | Canción                   | Wisin     | Guzmán    | Fonsi     | Vives     |
| -- | ------------------- | ---- | ----------------------- | ------------------------- | --------- | --------- | --------- | --------- |
| 1  | Stephanie Amaro     | 38   | Whittier, California    | "La Llorona"              | Sí        | Sí        | —         | Sí        |
| 2  | Jonathan Martinez   | N/A  | N/A                     | "Pa Dentro"               | —         | Sí        | —         | —         |
| 3  | Kemily Corrales     | 19   | Hialeah, Florida        | "Issues"                  | Sí        | Sí        | —         | Sí        |
| 4  | Albin St. Rose      | 31   | Washington D. C.        | "Si No Vuelves"           | —         | —         | —         | —         |
| 5  | Lia La Vecchia      | N/A  | N/A                     | "Like I'm Gonna Lose You" | Sí        | —         | —         | —         |
| 6  | Deanette Rivas      | 27   | Miami, Florida          | "Víveme"                  | Sí        | Sí        | Sí        | Sí        |
| 7  | Ricardo Malfatti    | 46   | Doral, Florida          | "Contigo Aprendí"         | —         | —         | —         | Sí        |
| 8  | Adrianna Foster     | 32   | Doral, Florida          | "Try"                     | Sí        | Sí        | ✘         | Sí        |
| 9  | Osvian Ruiz         | 27   | Arecibo, Puerto Rico    | "Cenizas"                 | —         | —         | —         | —         |
| 10 | Maria Karla Urra    | 23   | Miami, Florida          | "Quizás, Quizás, Quizás"  | Sí        | —         | —         | Sí        |
| 11 | Matthews Charlotten | 21   | Ponce, Puerto Rico      | "Can't Feel My Face"      | —         | —         | —         | —         |
| 12 | Johnny Bliss        | 26   | New York City, New York | "Flor Pálida"             | Sí        | Sí        | —         | Sí        |

### Gala 5 (10 de febrero)
| #  | Participante      | Edad | Procedencia                           | Canción               | Resultado | Resultado | Resultado | Resultado |
| #  | Participante      | Edad | Procedencia                           | Canción               | Wisin     | Guzmán    | Fonsi     | Vives     |
| -- | ----------------- | ---- | ------------------------------------- | --------------------- | --------- | --------- | --------- | --------- |
| 1  | Juan Quiñones     | 40   | N/A                                   | "Como Fue"            | —         | —         | —         | Sí        |
| 2  | Ivonne Acero      | 21   | Aguila, Arizona                       | "Mercy"               | Sí        | Sí        | Sí        | Sí        |
| 3  | Omar Carrasco     | 25   | San Antonio, Texas                    | "Perfect"             | Sí        | —         | —         | —         |
| 4  | Dailyn Otano      | 18   | N/A                                   | "Díganle"             | —         | —         | —         | —         |
| 5  | Mari Burelle      | 33   | Franklin, Tennessee                   | "Bang Bang"           | Sí        | ✘         | Sí        | Sí        |
| 6  | Elvin Ramos       | 23   | Loiza, Puerto Rico                    | "Amigos Con Derecho"  | —         | Sí        | —         | —         |
| 7  | Yashira Rodríguez | 22   | Ponce, Puerto Rico                    | "Hold Back the River" | Sí        | —         | Sí        | Sí        |
| 8  | Cindel Salcedo    | 26   | N/A                                   | "Volverte A Amar"     | —         | —         | —         | —         |
| 9  | Mava González     | 18   | Coral Springs, Coral Springs, Florida | "Stone Cold"          | Sí        | Sí        | —         | Sí        |
| 10 | Brisila Barros    | 20   | Chicago, Illinois                     | "All About That Bass" | Sí        | —         | —         | Sí        |
| 11 | Pabol Arami       | 22   | Puerto Rico                           | "Kilómetros"          | —         | —         | —         | Sí        |

### Gala 6 (17 de febrero)
| # | Participante       | Edad | Procedencia                | Canción           | Resultado | Resultado       | Resultado       | Resultado       |
| # | Participante       | Edad | Procedencia                | Canción           | Wisin     | Guzmán          | Fonsi           | Vives           |
| - | ------------------ | ---- | -------------------------- | ----------------- | --------- | --------------- | --------------- | --------------- |
| 1 | Ediberto Camenatty | 31   | Sabana Grande, Puerto Rico | "Obsesionnado"    | Sí        | —               | Sí              | Sí              |
| 2 | Sheniel Maisonet   | 22   | Boston, Massachusetts      | "Si una vez"      | Sí        | Sí              | —               | —               |
| 3 | Alexis Flores      | 25   | San Antonio, Texas         | "At Last"         | —         | —               | —               | —               |
| 4 | Verónica Rodríguez | 19   | Mayagüez, Puerto Rico      | "1, 2, 3"         | Sí        | Sí              | —               | —               |
| 5 | Abdiel Pacheco     | 27   | Humacao, Puerto Rico       | "El Farsante"     | Sí        | Sí              | Sí              | Sí              |
| 6 | Dunia Ojeda        | 27   | Miami, Florida             | "Me Soltaste"     | Sí        | Sí              | Equipo Completo | Sí              |
| 7 | Manny Cabo         | 48   | Elizabeth, New Jersey      | "Believer"        | Sí        | Equipo Completo | Equipo Completo | Sí              |
| 8 | Ernesto Cabrera    | 26   | Miami, Florida             | "Pero Te Extraño" | —         | Equipo Completo | Equipo Completo | Equipo Completo |
| 9 | Frances Dueñas     | 24   | Los Angeles, California    | "Adiós Amor"      | Sí        | Equipo Completo | Equipo Completo | Equipo Completo |

1. ↑  Guzmán bloqueó a Fonsi pero Fonsi no presionó su botón.

## Las Batallas
Las rondas de batalla comenzaron el 24 de febrero. Los asesores de la primera temporada incluyeron: Prince Royce para el equipo Wisin, Becky G para el equipo Guzmán, Christian Nodal para el equipo Fonsi y Carlos Rivera para el Equipo Vives. Los entrenadores podrían robar dos artistas perdedores de otros entrenadores. Los concursantes que ganaron su batalla o fueron robados por otro entrenador avanzaron a los Shows en Vivo.
Color key:
| Episodios                                   | Coach            | Orden          | Ganador                 | Canción                    | Perdedor          | Robo            | Robo            | Robo            | Robo            |
| Episodios                                   | Coach            | Orden          | Ganador                 | Canción                    | Perdedor          | Wisin           | Guzmán          | Fonsi           | Vives           |
| ------------------------------------------- | ---------------- | -------------- | ----------------------- | -------------------------- | ----------------- | --------------- | --------------- | --------------- | --------------- |
|                                             |                  |                |                         |                            |                   |                 |                 |                 |                 |
| Episodio 7 (domingo, 24 de febrero de 2019) | Luis Fonsi       | 1              | Abdiel Pacheco          | "Perro fiel"               | Mayré Martínez    | Sí              | Sí              | N/D             | Sí              |
| Episodio 7 (domingo, 24 de febrero de 2019) | Wisin            | 2              | Frances Dueñas          | "Pienso En Ti"             | Omar Carrasco     | N/D             | —               | —               | —               |
| Episodio 7 (domingo, 24 de febrero de 2019) | Carlos Vives     | 3              | Lluvia Vega             | "Amanecí en tu Brazos"     | Ruben Sandoval    | —               | Sí              | Sí              | N/D             |
| Episodio 7 (domingo, 24 de febrero de 2019) | Alejandra Guzmán | 4              | Elvin Ramos             | "Vaina Loca"               | Ivonne Acero      | —               | N/D             | —               | —               |
| Episodio 7 (domingo, 24 de febrero de 2019) | Luis Fonsi       | 5              | Jerry Montañez          | "Valió la Pena"            | Orlando Iturriaga | —               | —               | N/D             | —               |
|                                             |                  |                |                         |                            |                   |                 |                 |                 |                 |
| Episodio 8 (domingo, 3 de marzo de 2019)    | Alejandra Guzmán | 1              | Adrianna Foster         | "Stay"                     | Abel Flores       | —               | N/D             | Sí              | Sí              |
| Episodio 8 (domingo, 3 de marzo de 2019)    | Luis Fonsi       | 2              | Ediberto Carmenatty     | "Y Tú Te Vas"              | Neenah Cintron    | —               | —               | N/D             | —               |
| Episodio 8 (domingo, 3 de marzo de 2019)    | Alejandra Guzmán | 3              | Genesis Diaz            | "Something Just like This" | Sheniel Maisonet  | —               | N/D             | —               | Sí              |
| Episodio 8 (domingo, 3 de marzo de 2019)    | Carlos Vives     | 4              | Manny Cabo              | "Historia de un Amor"      | Juan Quiñones     | —               | —               | —               | Equipo Completo |
| Episodio 8 (domingo, 3 de marzo de 2019)    | Wisin            | 5              | Johnny Bliss            | "Vivir lo Nuestro"         | María Karla Urra  | N/D             | —               | —               | Equipo Completo |
|                                             |                  |                |                         |                            |                   |                 |                 |                 |                 |
| Episodio 9 (domingo, 10 de marzo de 2019)   | Wisin            | 1              | Ronny Mercedes          | "Loco"                     | Alpha Sarai       | N/D             | —               | —               | Equipo Completo |
| Episodio 9 (domingo, 10 de marzo de 2019)   | Carlos Vives     | 2              | Yireh Pizarro           | "Fuiste Tú"                | Ricardo Malfatti  | —               | —               | —               | Equipo Completo |
| Episodio 9 (domingo, 10 de marzo de 2019)   | Luis Fonsi       | 3              | Raymundo Monge Jr.      | "My Only One"              | Yashira Rodriguez | Sí              | —               | N/D             | Equipo Completo |
| Episodio 9 (domingo, 10 de marzo de 2019)   | Alejandra Guzmán | 4              | Verónica Rodríguez      | "Feeling Good"             | Lizz King         | Equipo Completo | N/D             | —               | Equipo Completo |
| Episodio 9 (domingo, 10 de marzo de 2019)   | Carlos Vives     | 5              | Paola Lebron            | "3 AM"                     | Pablo Arami       | Equipo Completo | —               | —               | Equipo Completo |
|                                             |                  |                |                         |                            |                   |                 |                 |                 |                 |
| Episodio 10 (domingo, 17 de marzo de 2019)  | Wisin            | 1              | Stephanie Amaro         | "Contigo en la distancia"  | Elahim David      | Equipo Completo | —               | Sí              | Equipo Completo |
| Episodio 10 (domingo, 17 de marzo de 2019)  | Luis Fonsi       | 2              | Katherine Lopez         | "Rolling in the deep"      | Deanette Rivas    | Equipo Completo | Sí              | N/D             | Equipo Completo |
| Episodio 10 (domingo, 17 de marzo de 2019)  | Alejandra Guzmán | 3              | Kari Santoyo            | "Tú Recuerdo"              | Jonathan Martinez | Equipo Completo | Equipo Completo | —               | Equipo Completo |
| Episodio 10 (domingo, 17 de marzo de 2019)  | Carlos Vives     | 4              | Mava Gonzalez           | "Confident"                | Kemily Corrales   | Equipo Completo | Equipo Completo | —               | Equipo Completo |
| Episodio 10 (domingo, 17 de marzo de 2019)  | Wisin            | 5              | Yalilenys Pérez         | "Me Enamoré"               | Lia La Vecchia    | Equipo Completo | Equipo Completo | —               | Equipo Completo |
|                                             |                  |                |                         |                            |                   |                 |                 |                 |                 |
| Episodio 11 (domingo, 24 de marzo de 2019)  |                  |                |                         |                            |                   |                 |                 |                 |                 |
| Alejandra Guzmán                            | 1                | Dunia Ojeda    | "Hoy Tengo Ganas de Ti" | Francisco Gónzalez         | Equipo Completo   | Equipo Completo | Sí              | Equipo Completo |                 |
| Wisin                                       | 2                | Brisila Barros | "Shape of You"          | Marco Uribe                | Equipo Completo   | Equipo Completo | Equipo Completo | Equipo Completo |                 |
| Luis Fonsi                                  | 3                | Jeidimar Rijos | "Dangerous Woman"       | Mari Burelle               | Equipo Completo   | Equipo Completo | Equipo Completo | Equipo Completo |                 |
| Carlos Vives                                | 4                | Ana Senko      | "Mi Verdad"             | Juan Jay Rico              | Equipo Completo   | Equipo Completo | Equipo Completo | Equipo Completo |                 |

## Espectáculos en vivo
Los shows en vivo comenzaron el 31 de marzo. Presentaron dos noches de Playoffs en vivo, la semifinal y la final. El horario de transmisión se cambió a 8:30 p. m./7:30 c solo para esta fase del programa y solo en esta temporada.
Color key:

### Semana 1 y 2: Playoffs en vivo (31 de marzo y 7 de abril)
Los Playoffs en vivo comprendieron los episodios 12 y 13. Actuaron los treinta y dos mejores artistas. Dos artistas de cada equipo avanzaron a la siguiente etapa según el voto de los espectadores, y cada entrenador hizo su propia elección para completar sus respectivos equipos. La primera noche (domingo 31 de marzo) contó con las actuaciones de dos equipos, mientras que la segunda noche (domingo 7 de abril) contó con los otros dos equipos, junto con los resultados de los dos primeros equipos.
| Episodio                                   | Entrenador       | Orden | Artista             | Canción                   | Resultado             |
| ------------------------------------------ | ---------------- | ----- | ------------------- | ------------------------- | --------------------- |
| Episodio 12 (domingo, 31 de marzo de 2019) | Luis Fonsi       | 1     | Abdiel Pacheco      | "Mía"                     | La elección de Fonsi  |
| Episodio 12 (domingo, 31 de marzo de 2019) | Alejandra Guzmán | 2     | Ruben Sandoval      | "La Media Vuelta"         | voto del público      |
| Episodio 12 (domingo, 31 de marzo de 2019) | Alejandra Guzmán | 3     | Deanette Rivas      | "What About Us"           | Eliminada             |
| Episodio 12 (domingo, 31 de marzo de 2019) | Luis Fonsi       | 4     | Ediberto Carmenatty | "La Incondicional"        | Eliminado             |
| Episodio 12 (domingo, 31 de marzo de 2019) | Alejandra Guzmán | 5     | Genesis Diaz        | "Amores Extraños"         | La elección de Guzmán |
| Episodio 12 (domingo, 31 de marzo de 2019) | Luis Fonsi       | 6     | Raymundo Monge Jr.  | "Que Lloro"               | Eliminado             |
| Episodio 12 (domingo, 31 de marzo de 2019) | Alejandra Guzmán | 7     | Verónica Rodríguez  | "Créeme"                  | Eliminada             |
| Episodio 12 (domingo, 31 de marzo de 2019) | Luis Fonsi       | 8     | Elahim David        | "Dónde está el amor"      | Eliminado             |
| Episodio 12 (domingo, 31 de marzo de 2019) | Alejandra Guzmán | 9     | Dunia Ojeda         | "Ahora quien"             | voto del público      |
| Episodio 12 (domingo, 31 de marzo de 2019) | Luis Fonsi       | 10    | Katherine Lopez     | "En Cambio No"            | La elección de Fonsi  |
| Episodio 12 (domingo, 31 de marzo de 2019) | Alejandra Guzmán | 11    | Elvin Ramos         | "Calma"                   | Eliminado             |
| Episodio 12 (domingo, 31 de marzo de 2019) | Luis Fonsi       | 12    | Francisco González  | "Perdóname"               | Eliminado             |
| Episodio 12 (domingo, 31 de marzo de 2019) | Alejandra Guzmán | 13    | Adrianna Foster     | "Aléjate de mí"           | Eliminada             |
| Episodio 12 (domingo, 31 de marzo de 2019) | Luis Fonsi       | 14    | Jeidimar Rijos      | "Recuérdame"              | voto del público      |
| Episodio 12 (domingo, 31 de marzo de 2019) | Alejandra Guzmán | 15    | Kari Santoyo        | "La Tortura"              | La elección de Guzmán |
| Episodio 12 (domingo, 31 de marzo de 2019) | Luis Fonsi       | 16    | Jerry Montañez      | "Mi Libertad"             | voto del público      |
|                                            |                  |       |                     |                           |                       |
| Episodio 13 (domingo, 7 de abril de 2019)  | Carlos Vives     | 1     | Lluvia Vega         | "El crucifijo de piedra"  | La elección de Vives  |
| Episodio 13 (domingo, 7 de abril de 2019)  | Wisin            | 2     | Ronny Mercedes      | "Volver a Amar"           | voto del público      |
| Episodio 13 (domingo, 7 de abril de 2019)  | Carlos Vives     | 3     | Paola Lebron        | "Arroyito"                | Eliminada             |
| Episodio 13 (domingo, 7 de abril de 2019)  | Carlos Vives     | 4     | Ana Senko           | "Faded"                   | Eliminada             |
| Episodio 13 (domingo, 7 de abril de 2019)  | Wisin            | 5     | Yailenis Perez      | "El Préstamo"             | Eliminada             |
| Episodio 13 (domingo, 7 de abril de 2019)  | Carlos Vives     | 6     | Yireh Pizarro       | "Fotografía"              | Eliminada             |
| Episodio 13 (domingo, 7 de abril de 2019)  | Wisin            | 7     | Stephanie Amaro     | "El día que me quieras"   | Eliminada             |
| Episodio 13 (domingo, 7 de abril de 2019)  | Wisin            | 8     | Brisila Barros      | "Reggaeton lento"         | Eliminada             |
| Episodio 13 (domingo, 7 de abril de 2019)  | Carlos Vives     | 9     | Sheniel Maisonet    | "Elastic Heart"           | La elección de Vives  |
| Episodio 13 (domingo, 7 de abril de 2019)  | Carlos Vives     | 10    | Manny Cabo          | "El Perdedor"             | Eliminado             |
| Episodio 13 (domingo, 7 de abril de 2019)  | Wisin            | 11    | Frances Dueñas      | "Scars to Your Beautiful" | La elección de Wisin  |
| Episodio 13 (domingo, 7 de abril de 2019)  | Wisin            | 12    | Yashira Rodriguez   | "Dueles"                  | La elección de Wisin  |
| Episodio 13 (domingo, 7 de abril de 2019)  | Carlos Vives     | 13    | Abel Flores         | "Como Mirarte"            | voto del público      |
| Episodio 13 (domingo, 7 de abril de 2019)  | Wisin            | 14    | Johnny Bliss        | "Treat You Better"        | Eliminado             |
| Episodio 13 (domingo, 7 de abril de 2019)  | Wisin            | 15    | Mayré Martínez      | "Amorfoda"                | voto del público      |
| Episodio 13 (domingo, 7 de abril de 2019)  | Carlos Vives     | 16    | Mava Gonzalez       | "Ecos de Amor"            | voto del público      |

| Orden | Artista                      | Canción                                                                                 |
| ----- | ---------------------------- | --------------------------------------------------------------------------------------- |
| 12.1  | Luis Fonsi y su equipo       | "Aquí Estoy Yo"/ "No me doy por vencido"/ "Imposible"/ "Despacito"                      |
| 12.2  | Alejandra Guzmán y su equipo | “Volverte a amar”/ “Día de Suerte”/ “Mi Peor Error”/ “Eternamente bella”                |
| 13.1  | Wisin y su equipo            | "Aullando"/ "Me niego"/ "Escápate conmigo"/ "Adrenalina"                                |
| 13.2  | Carlos Vives y su equipo     | "Déjame Entrar"/ "Si Me Das Tu Amor"/ "Cuando nos volvamos a encontrar"/ "La Bicicleta" |

### Semana 3: Semifinal (14 de abril)
Los resultados de Team Wisin y Team Vives de la semana pasada fueron anunciados durante la noche.
| Episodio                                  | Coach            | Orden | Artista           | Canción                       | Resultado        |
| ----------------------------------------- | ---------------- | ----- | ----------------- | ----------------------------- | ---------------- |
| Episode 14 (domingo, 14 de abril de 2019) | Luis Fonsi       | 1     | Jerry Montañez    | "La nave del olvido"          | Eliminado        |
| Episode 14 (domingo, 14 de abril de 2019) | Alejandra Guzmán | 2     | Ruben Sandoval    | "Cuándo yo quería ser grande" | Eliminado        |
| Episode 14 (domingo, 14 de abril de 2019) | Alejandra Guzmán | 3     | Genesis Diaz      | "Como tu mujer"               | Eliminado        |
| Episode 14 (domingo, 14 de abril de 2019) | Luis Fonsi       | 4     | Jeidimar Rijos    | "Preciosa"                    | voto del público |
| Episode 14 (domingo, 14 de abril de 2019) | Alejandra Guzmán | 5     | Kari Santoyo      | "Ojalá que llueva café"       | Eliminada        |
| Episode 14 (domingo, 14 de abril de 2019) | Wisin            | 6     | Mayré Martínez    | "Mi tierra"                   | voto del público |
| Episode 14 (domingo, 14 de abril de 2019) | Luis Fonsi       | 7     | Abdiel Pacheco    | "A Puro Dolor"                | Eliminado        |
| Episode 14 (domingo, 14 de abril de 2019) | Alejandra Guzmán | 8     | Dunia Ojeda       | "Ojos Así"                    | voto del público |
| Episode 14 (domingo, 14 de abril de 2019) | Wisin            | 9     | Ronny Mercedes    | "Bachata Rosa"                | Eliminada        |
| Episode 14 (domingo, 14 de abril de 2019) | Carlos Vives     | 10    | Abel Flores       | "Eso y Más"                   | Eliminado        |
| Episode 14 (domingo, 14 de abril de 2019) | Wisin            | 11    | Francés Dueñas    | "No me queda más"             | Eliminado        |
| Episode 14 (domingo, 14 de abril de 2019) | Carlos Vives     | 12    | Lluvia Vega       | "El Pastor"                   | Eliminada        |
| Episode 14 (domingo, 14 de abril de 2019) | Wisin            | 13    | Yashira Rodríguez | "Bendita tu luz"              | Eliminada        |
| Episode 14 (domingo, 14 de abril de 2019) | Carlos Vives     | 14    | Sheniel Maisonet  | "Te Boté"                     | Eliminado        |
| Episode 14 (domingo, 14 de abril de 2019) | Luis Fonsi       | 15    | Katherine Lopez   | "Creo en tí"                  | Eliminado        |
| Episode 14 (domingo, 14 de abril de 2019) | Carlos Vives     | 16    | Mava Gonzalez     | "I Will Survive"              | voto del público |

### Semana 4: Final (21 de abril)
La noche final contó con actuaciones de dúos y grupos de los semifinalistas, así como actuaciones de artistas invitados. Después de que actuaron todos los artistas, la presentadora Jacqueline Bracamontes anunció a los cuatro artistas que recibieron la mayor cantidad de votos del público sin ningún orden en particular. Los resultados finales se anunciaron poco después, sin ninguna actuación de competencia de los 4 primeros involucrados.
| Orden | Intérpretes                        | Canción                  |
| ----- | ---------------------------------- | ------------------------ |
| 15.1  | Carlos Vives y Sebastián Yatra     | "Robarte un Beso"        |
| 15.2  | Lluvia Vega & Ruben Sandoval       | "Rayando El Sol"         |
| 15.3  | Equipo Wisin                       | "Taki Taki"              |
| 15.4  | Jerry Montañez & Dunia Ojeda       | "Rebelión"               |
| 15.5  | Abel Flores & Katherine Lopez      | "Someone Like You"       |
| 15.6  | Jeidimar Rijos & Francés Dueñas    | "Ya Me Enteré"           |
| 15.7  | Equipo Carlos Vives                | "Pégate"                 |
| 15.8  | Yashira Rodríguez & Kari Santoyo   | "Lloro por ti"           |
| 15.9  | Equipo Luis Fonsi                  | "Je l'aime à mourir"     |
| 15.10 | Ronny Mercedes & Shenniel Maisonet | "Girls Like You"         |
| 15.11 | Mayré Martínez & Abdiel Pacheco    | "Baila Baila Baila"      |
| 15.12 | Equipo Alejandra Guzmán            | "Mientes"                |
| 15.13 | Alejandra Guzmán                   | "Hacer el Amor con Otro" |
| 15.14 | Mava Gonzalez & Genesis Diaz       | "Raise Your Glass"       |
| 15.15 | Wisin & Yandel con Reik            | "Duele"                  |
| 15.16 | Luis Fonsi & Ozuna                 | "Imposible"              |

#### Resultado final
| Artista        | Equipo           | Resultado     |
| -------------- | ---------------- | ------------- |
| Jeidimar Rijos | Luis Fonsi       | La Voz 2019   |
| Mayré Martínez | Wisin            | Segunda Lugar |
| Mava Gonzalez  | Carlos Vives     | Tercera Lugar |
| Dunia Ojeda    | Alejandra Guzmán | Cuarta Lugar  |

## Tabla de eliminación

### Total
Clave de color
Información del artista
|  | - Equipo Wisin - Equipo Guzmán | - Equipo Fonsi - Equipo Vives |

Detalles del resultado
|  | - La Voz 2019 - Segundo Lugar - Tercer Lugar - Cuarto Lugar | - Salvado por el público - Guardado por su entrenador - Eliminado - no actuar en esa semana |

|  | Jeidimar Rijos       | Seguro    |                      | Seguro               | La Voz 2019          |                      |                      |                      |                      |                      |                      |                      |                      |
|  | Mayré Martínez       |           | Seguro               | Seguro               | Segundo Lugar        |                      |                      |                      |                      |                      |                      |                      |                      |
|  | Mava Gonzalez        |           | Seguro               | Seguro               | Tercer Lugar         |                      |                      |                      |                      |                      |                      |                      |                      |
|  | Dunia Ojeda          | Seguro    |                      | Seguro               | Cuarto Lugar         |                      |                      |                      |                      |                      |                      |                      |                      |
|  | Abdiel Pacheco       | Seguro    |                      | Eliminado            | Eliminado (semana 3) |                      |                      |                      |                      |                      |                      |                      |                      |
|  | Lluvia Vega          |           | Seguro               | Eliminado            | Eliminado (semana 3) |                      |                      |                      |                      |                      |                      |                      |                      |
|  | Sheniel Maisonet     |           | Seguro               | Eliminado            | Eliminado (semana 3) |                      |                      |                      |                      |                      |                      |                      |                      |
|  | Ruben Sandoval       | Seguro    |                      | Eliminado            | Eliminado (semana 3) |                      |                      |                      |                      |                      |                      |                      |                      |
|  | Yashira Rodriguez    |           | Seguro               | Eliminado            | Eliminado (semana 3) |                      |                      |                      |                      |                      |                      |                      |                      |
|  | Kari Santoyo         | Seguro    |                      | Eliminado            | Eliminado (semana 3) |                      |                      |                      |                      |                      |                      |                      |                      |
|  | Jerry Montañez       | Seguro    |                      | Eliminado            | Eliminado (semana 3) |                      |                      |                      |                      |                      |                      |                      |                      |
|  | Abel Flores          |           | Seguro               | Eliminado            | Eliminado (semana 3) |                      |                      |                      |                      |                      |                      |                      |                      |
|  | Ronny Mercedes       |           | Seguro               | Eliminado            | Eliminado (semana 3) |                      |                      |                      |                      |                      |                      |                      |                      |
|  | Frances Dueñas       |           | Seguro               | Eliminado            | Eliminado (semana 3) |                      |                      |                      |                      |                      |                      |                      |                      |
|  | Genesis Dias         | Seguro    |                      | Eliminado            | Eliminado (semana 3) |                      |                      |                      |                      |                      |                      |                      |                      |
|  | Katherine Lopez      | Seguro    |                      | Eliminado            | Eliminado (semana 3) |                      |                      |                      |                      |                      |                      |                      |                      |
|  | Paola Lebron         |           | Eliminado            | Eliminado (semana 2) | Eliminado (semana 2) | Eliminado (semana 2) |                      |                      |                      |                      |                      |                      |                      |
|  | Ana Senko            |           | Eliminado            | Eliminado (semana 2) | Eliminado (semana 2) | Eliminado (semana 2) |                      |                      |                      |                      |                      |                      |                      |
|  | Yailenis Perez       |           | Eliminado            | Eliminado (semana 2) | Eliminado (semana 2) | Eliminado (semana 2) |                      |                      |                      |                      |                      |                      |                      |
|  | Yireh Pizarro        |           | Eliminado            | Eliminado (semana 2) | Eliminado (semana 2) | Eliminado (semana 2) |                      |                      |                      |                      |                      |                      |                      |
|  | Stephanie Amaro      |           | Eliminado            | Eliminado (semana 2) | Eliminado (semana 2) | Eliminado (semana 2) |                      |                      |                      |                      |                      |                      |                      |
|  | Brisila Barros       |           | Eliminado            | Eliminado (semana 2) | Eliminado (semana 2) | Eliminado (semana 2) |                      |                      |                      |                      |                      |                      |                      |
|  | Manny Cabo           |           | Eliminado            | Eliminado (semana 2) | Eliminado (semana 2) | Eliminado (semana 2) |                      |                      |                      |                      |                      |                      |                      |
|  | Johnny Bliss         |           | Eliminado            | Eliminado (semana 2) | Eliminado (semana 2) | Eliminado (semana 2) |                      |                      |                      |                      |                      |                      |                      |
|  | Francisco González   | Eliminado | Eliminado (semana 1) | Eliminado (semana 1) | Eliminado (semana 1) | Eliminado (semana 1) | Eliminado (semana 1) | Eliminado (semana 1) | Eliminado (semana 1) | Eliminado (semana 1) | Eliminado (semana 1) | Eliminado (semana 1) | Eliminado (semana 1) |
|  | Elvin Ramos          | Eliminado | Eliminado (semana 1) | Eliminado (semana 1) | Eliminado (semana 1) | Eliminado (semana 1) | Eliminado (semana 1) | Eliminado (semana 1) | Eliminado (semana 1) | Eliminado (semana 1) | Eliminado (semana 1) | Eliminado (semana 1) | Eliminado (semana 1) |
|  | Adrianna Foster      | Eliminado | Eliminado (semana 1) | Eliminado (semana 1) | Eliminado (semana 1) | Eliminado (semana 1) | Eliminado (semana 1) | Eliminado (semana 1) | Eliminado (semana 1) | Eliminado (semana 1) | Eliminado (semana 1) | Eliminado (semana 1) | Eliminado (semana 1) |
|  | Elahim Davis         | Eliminado | Eliminado (semana 1) | Eliminado (semana 1) | Eliminado (semana 1) | Eliminado (semana 1) | Eliminado (semana 1) | Eliminado (semana 1) | Eliminado (semana 1) | Eliminado (semana 1) | Eliminado (semana 1) | Eliminado (semana 1) | Eliminado (semana 1) |
|  | Verónica Rodríguez   | Eliminado | Eliminado (semana 1) | Eliminado (semana 1) | Eliminado (semana 1) | Eliminado (semana 1) | Eliminado (semana 1) | Eliminado (semana 1) | Eliminado (semana 1) | Eliminado (semana 1) | Eliminado (semana 1) | Eliminado (semana 1) | Eliminado (semana 1) |
|  | Deanette Rivas       | Eliminado | Eliminado (semana 1) | Eliminado (semana 1) | Eliminado (semana 1) | Eliminado (semana 1) | Eliminado (semana 1) | Eliminado (semana 1) | Eliminado (semana 1) | Eliminado (semana 1) | Eliminado (semana 1) | Eliminado (semana 1) | Eliminado (semana 1) |
|  | Eldiberto Carmenetty | Eliminado | Eliminado (semana 1) | Eliminado (semana 1) | Eliminado (semana 1) | Eliminado (semana 1) | Eliminado (semana 1) | Eliminado (semana 1) | Eliminado (semana 1) | Eliminado (semana 1) | Eliminado (semana 1) | Eliminado (semana 1) | Eliminado (semana 1) |
|  | Raymundo Monge Jr.   | Eliminado | Eliminado (semana 1) | Eliminado (semana 1) | Eliminado (semana 1) | Eliminado (semana 1) | Eliminado (semana 1) | Eliminado (semana 1) | Eliminado (semana 1) | Eliminado (semana 1) | Eliminado (semana 1) | Eliminado (semana 1) | Eliminado (semana 1) |

### Equipos
Clave de color
Información del artista
|  | - Equipo Wisin - Equipo Guzmán | - Equipo Fonsi - Equipo Vives |

Results details
|  | - La Voz 2019 - Segundo Lugar - Tercer Lugar - Cuarto Lugar | - Eliminado - no actuar en esa semana |

| Artistas | Artistas            | Semana 1                | Semana 2                | Semana 3         | Semana 4 Final |  |
| -------- | ------------------- | ----------------------- | ----------------------- | ---------------- | -------------- |  |
|          | Mayré Martínez      |                         | voto del público        | voto del público | Segundo Lugar  |  |
|          | Ronny Mercedes      |                         | voto del público        | Eliminado        |                |  |
|          | Frances Dueñas      |                         | Elección del Entrenador | Eliminado        |                |  |
|          | Yashira Rodriguez   |                         | Elección del Entrenador | Eliminado        |                |  |
|          | Johnny Bliss        |                         | Eliminado               |                  |                |  |
|          | Yailenis Perez      |                         | Eliminado               |                  |                |  |
|          | Stephanie Amaro     |                         | Eliminado               |                  |                |  |
|          | Brisila Barros      |                         | Eliminado               |                  |                |  |
|          |                     |                         |                         |                  |                |  |
|          | Dunia Ojeda         | voto del público        |                         | voto del público | Cuarto Lugar   |  |
|          | Ruben Sandoval      | voto del público        |                         | Eliminado        |                |  |
|          | Kari Santoyo        | Elección del Entrenador |                         | Eliminado        |                |  |
|          | Genesis Dias        | Elección del Entrenador |                         | Eliminado        |                |  |
|          | Elvin Ramos         | Eliminado               |                         |                  |                |  |
|          | Adrianna Foster     | Eliminado               |                         |                  |                |  |
|          | Verónica Rodríguez  | Eliminado               |                         |                  |                |  |
|          | Deanette Rivas      | Eliminado               |                         |                  |                |  |
|          |                     |                         |                         |                  |                |  |
|          | Jeidimar Rijos      | voto del público        |                         | voto del público | La Voz 2019    |  |
|          | Jerry Montañez      | voto del público        |                         | Eliminado        |                |  |
|          | Abdiel Pacheco      | Elección del Entrenador |                         | Eliminado        |                |  |
|          | Katherine Lopez     | Elección del Entrenador |                         | Eliminado        |                |  |
|          | Raymundo Monge Jr.  | Eliminado               |                         |                  |                |  |
|          | Ediberto Carmenatty | Eliminado               |                         |                  |                |  |
|          | Francisco González  | Eliminado               |                         |                  |                |  |
|          | Elahim David        | Eliminado               |                         |                  |                |  |
|          |                     |                         |                         |                  |                |  |
|          | Mava Gonzalez       |                         | voto del público        | voto del público | Tercer Lugar   |  |
|          | Abel Flores         |                         | voto del público        | Eliminado        |                |  |
|          | Lluvia Vega         |                         | Elección del Entrenador | Eliminado        |                |  |
|          | Sheniel Maisonet    |                         | Elección del Entrenador | Eliminado        |                |  |
|          | Paola Lebron        |                         | Eliminado               |                  |                |  |
|          | Ana Senko           |                         | Eliminado               |                  |                |  |
|          | Yireh Pizarro       |                         | Eliminado               |                  |                |  |
|          | Manny Cabo          |                         | Eliminado               |                  |                |  |

## Aparición de artistas en otros programas
- Mayré Martínez fue el ganador del primera temporada de Latin American Idol.

- Manny Cabo e Ivonne Acero participaron en la novena temporada de la versión estadounidense en inglés, pero fueron eliminados durante la ronda de batalla y los playoffs en vivo, respectivamente.

- Genesis Diaz y Johnny Bliss compitieron en la Decimocuarta temporada de la versión estadounidense de inglés estadounidense, pero fueron eliminados durante la ronda de batalla y los playoffs en vivo, respectivamente.

- Lluvia Vega compitió en La Reina De La Canción y en la primera temporada de La Voz... México y terminó entre las 8 mejores.

- Brisila Barros estuvo en la primera temporada de El Factor X Estados Unidos.

- Jeidimar Rijos compitió en la primera temporada de La Voz Kids pero fue eliminada en Semifinales. También compitió en la Segunda Temporada de La Banda y alcanzó el Top 24.

- Kemily Corrales compitió en la primera temporada de La Voz Kids pero fue eliminada en los shows en Vivo.

- Yailenys Pérez estuvo en la segunda temporada de La Voz Kids pero fue eliminada en las rondas de Batalla.

- Katherine Lopez y Sheniel Maisonet pasaron la audición en la segunda temporada de La Banda pero no pudieron continuar hacia la segunda fase de la competencia.

- Yashira Rodríguez y Verónica Rodríguez ambas estuvieron en la segunda temporada de La Banda pero fueron eliminadas en el Top 36 y cuartos de final respectivamente.

- Mari Burelle, compitiendo como MARi, representa al estado de New Hampshire en la primera temporada de American Song Contest con su canción "Fly".

## Audiencias

### Rating Nielsen IBOPE
| Episodio | Episodio                         | Transmisión original | Producción | Horario          | Televidentes (en millones) | Fuentes |   |                                  |                     |      |                  |      |       |
| -------- | -------------------------------- | -------------------- | ---------- | ---------------- | -------------------------- | ------- | - | -------------------------------- | ------------------- | ---- | ---------------- | ---- | ----- |
| Episodio | Episodio                         | Transmisión original | Producción | Horario          | Televidentes (en millones) | Fuentes | 1 | Las audiciones a ciegas, parte 1 | 13 de enero de 2019 | 0101 | Domingo 21:00 h. | 1.38 | [ 2 ] |
| 2        | Las audiciones a ciegas, parte 2 | 20 de enero de 2019  | 0102       | Domingo 21:00 h. | 1.41                       | [ 3 ]   |   |                                  |                     |      |                  |      |       |
| 3        | Las audiciones a ciegas, parte 3 | 27 de enero de 2019  | 0103       | Domingo 21:00 h. | 1.58                       | [ 4 ]   |   |                                  |                     |      |                  |      |       |